# Uroš Murn
Uroš Murn, slovenski kolesar, * 9. februar 1975, Novo mesto.
Uroš Murn je začel svojo kolesarsko pot pri moštvu Krke-Telekoma. V sezonah 2004-2006 je vozil za Phonak Cycling Team, v sezoni 2007 je nastopal za Discovery Channel Pro Cycling Team, v sezonah 2008-2010 pa za Adrio Mobil.
Za Slovenijo je nastopil na Poletnih olimpijskih igrah 2000 in 2004. V Sydneyju je na cestni dirki osvojil 32., v Atenah pa 50. mesto.
Januarja 2007 se je Murn huje poškodoval, ko je s skupino kolesarjev opravljal cestni trening brez spremstva vozila.  Arhivirano 2007-01-17 na Wayback Machine.

## Uspehi
| Uvrstitev | Vrsta dirke                      | Sezona | Prizorišče | Država    |
| --------- | -------------------------------- | ------ | ---------- | --------- |
| 1. mesto  | VN Krke                          | 2002   | Novo mesto | Slovenija |
| 1. mesto  | krožna vožnja Stausee            | 2003   | Stausee    | Švica     |
| 1. mesto  | VN Krke                          | 2004   | Novo mesto | Slovenija |
| 3. mesto  | 8. etapa na Vuelti               | 2006   | Lugo       | Španija   |
| 5. mesto  | 2. etapa na Vuelti               | 2006   | Córdoba    | Španija   |
| 7. mesto  | Svetovno prvenstvo, cestna dirka | 2006   | Salzburg   | Avstrija  |

## Pomembnejša tekmovanja

### Tritedenske etapne dirke
| Grand Tour       | 2001 | 2002 | 2003 | 2004 | 2005 | 2006 |
| ---------------- | ---- | ---- | ---- | ---- | ---- | ---- |
| Dirka po Italiji | 81   | 86   | —    | 91   | 94   |      |
| Dirka po Španiji | —    | —    | —    | —    | —    | 113  |